# Sarah Greene
Sarah Greene (Londres, 24 de outubro de 1958) é uma apresentadora de televisão britânica, mais conhecida por apresentar o programa infantil da BBC Blue Peter entre 19 de maio de 1980 e 27 de junho de 1983.